# 173-й меридіан західної довготи
173-й меридіан західної довготи — лінія довготи, що лежить на 173 градуси західніше Гринвіцького меридіана. Вона проходить від Північного полюса через Північний Льодовитий океан, Азію, Тихий океан, Південний океан та Антарктиду до Південного полюса.
173-й меридіан західної довготи формує велике коло разом із 7-мим меридіаном східної довготи.

## Список географічних об'єктів, що перетинає 173° зх. д.
Починаючи на Північному полюсі та рухаючись до Південного полюса, 173-й меридіан західної довготи проходить через:
| Координати                                                   | Країна, територія або море | Примітки                                                  |
| ------------------------------------------------------------ | -------------------------- | --------------------------------------------------------- |
| 90°0′ пн. ш. 173°0′ зх. д. / 90.000° пн. ш. 173.000° зх. д.  | Північний Льодовитий океан |                                                           |
| 71°48′ пн. ш. 173°0′ зх. д. / 71.800° пн. ш. 173.000° зх. д. | Чукотське море             |                                                           |
| 67°3′ пн. ш. 173°0′ зх. д. / 67.050° пн. ш. 173.000° зх. д.  | Росія                      | Проходить через Чукотський півострів                      |
| 64°15′ пн. ш. 173°0′ зх. д. / 64.250° пн. ш. 173.000° зх. д. | Берингове море             |                                                           |
| 60°34′ пн. ш. 173°0′ зх. д. / 60.567° пн. ш. 173.000° зх. д. | США                        | Аляска — проходить через острів Святого Матвія            |
| 60°29′ пн. ш. 173°0′ зх. д. / 60.483° пн. ш. 173.000° зх. д. | Берингове море             |                                                           |
| 52°6′ пн. ш. 173°0′ зх. д. / 52.100° пн. ш. 173.000° зх. д.  | США                        | Аляска — проходить через острів Амля                      |
| 52°5′ пн. ш. 173°0′ зх. д. / 52.083° пн. ш. 173.000° зх. д.  | Тихий океан                | Проходить західніше острова Саваї, Самоа                  |
| 60°0′ пд. ш. 173°0′ зх. д. / 60.000° пд. ш. 173.000° зх. д.  | Південний океан            |                                                           |
| 78°28′ пд. ш. 173°0′ зх. д. / 78.467° пд. ш. 173.000° зх. д. | Антарктида                 | Проходить через Територію Росса (претендує Нова Зеландія) |